# Palmburg (Graz)

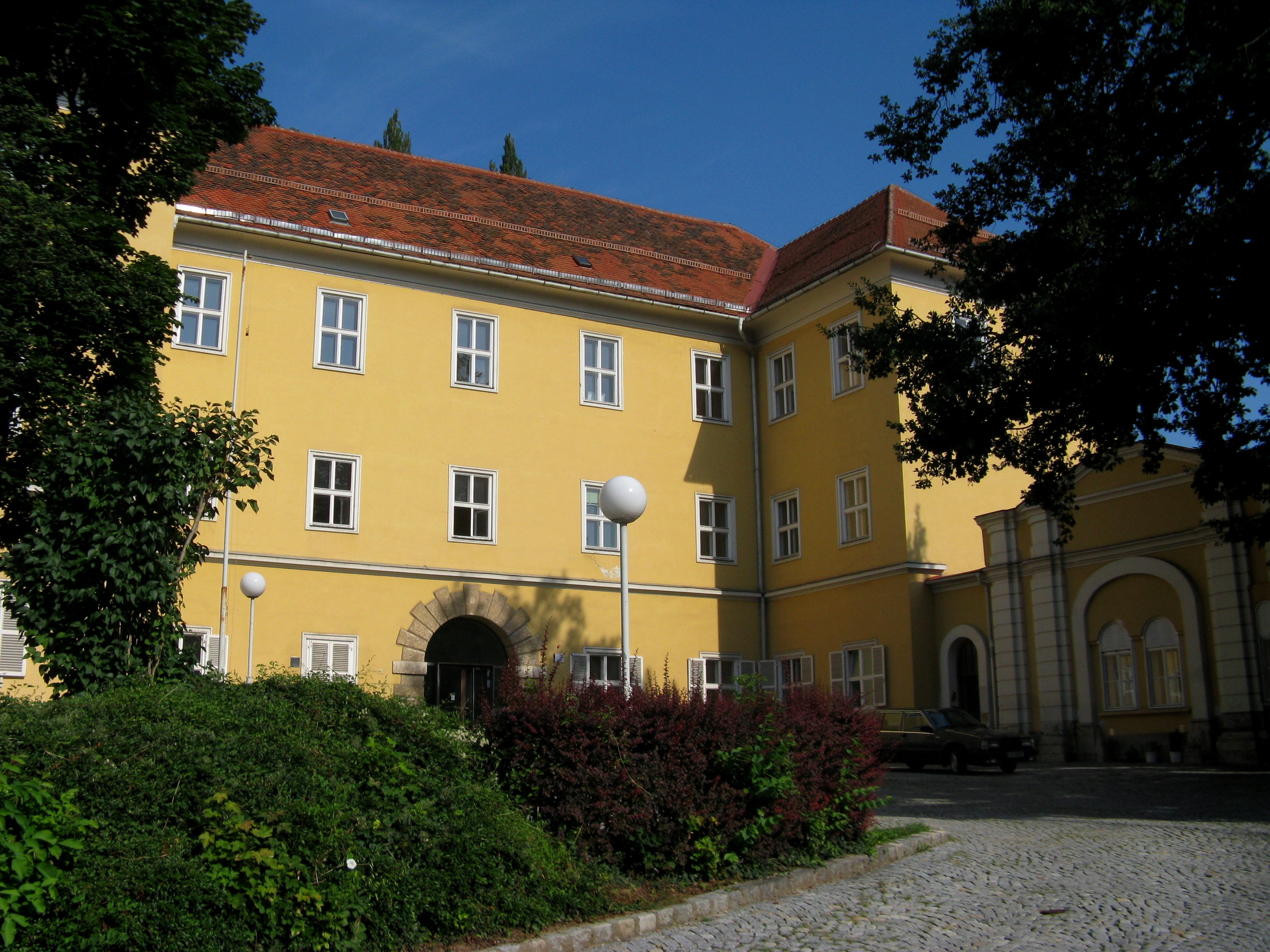
Palmburg

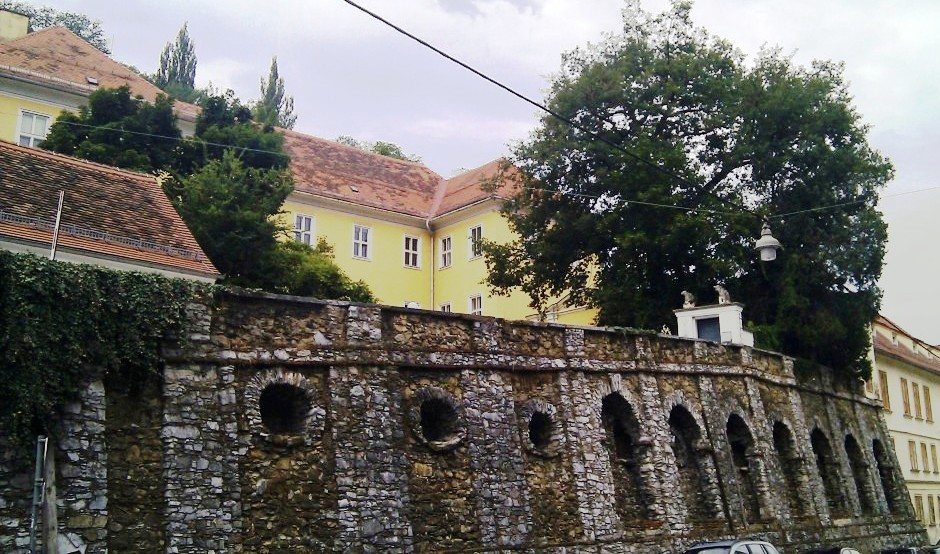
Auffahrtsrampe zur Palmburg

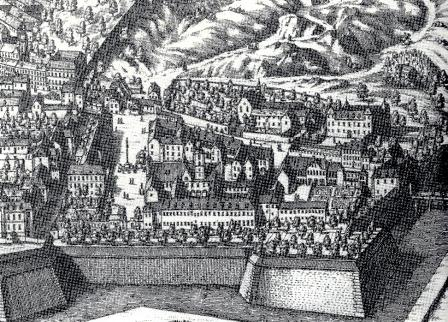
Paulustorvorstadt um 1699. Die Palmburg mit ihren vier Ecktürmen ist rechts oben erkennbar.

Die Palmburg ist ein schlossartiger Ansitz im ersten Grazer Stadtbezirk Innere Stadt. Sie befindet sich zwischen dem östlichen Schloßberghang und der Paulustorgasse. Angrenzende Gebäude sind das Volkskundemuseum und das Paulustor. Derzeit findet die Palmburg als Amtsgebäude des Bezirksgerichts für Strafsachen Verwendung.

## Geschichte
Die in der Paulustorvorstadt gelegene Palmburg wurde 1578 als Ansitz des Hofkriegsrats Franz von Poppendorf mit einer Erlaubnis von Erzherzog Karl II. errichtet. Das Grundstück lag zur Bauzeit noch außerhalb der mittelalterlichen Stadtmauer im alten Dorf Guntarn. Unter Poppendorf, unter dem das Gebäude aber nicht vollendet wurde, kam es zur Errichtung eines Domizils mit Ecktürmchen, das sowohl Burg- als auch Edelsitzcharakter hatte. Poppendorfs Witwe Margaretha verkaufte es am 18. Juni 1583 an den Hofvizekanzler Wolfgang Schrantz. Unter dem neuen Besitzer kam es zur Fertigstellung und Erweiterung des Ansitzes. In der Folgezeit wurde er, nach seinem Eigentümer, „Schrantzenegg“ genannt.
Bereits 1601 war der Lavanttaler Bischof Georg Stobäus von Palmburg, zwischen 1596 und 1609 Statthalter der Steiermark (oder Innerösterreich), Besitzer der unter ihrem heutigen Namen bekannten Palmburg. Der Neffe und Erbe des Bischofs, Martin von Palmburg, verkaufte das Anwesen im Jahr 1619 an den Freiherren Balthasar von Thannhausen. Kurz darauf kam der Komplex durch die Stadterweiterung und dem Bau der neuen Stadtmauer im neuen Stadtgebiet zu liegen. Ab 1792 befand sich die Palmburg im Besitz der Grafen von Saurau. Corbinian von Saurau ließ sie 1732 aufstocken und durch die Errichtung von Nebengebäuden abermals erweitern. Der Graf war auch für die Errichtung der Auffahrtsrampe und für die Barockisierung der Gartenabschlusswand verantwortlich. Die Palmburg blieb bis 1804 im Besitz der Familie Saurau und wurde ab 1796 als Militärspital genutzt.
Weitere Eigentümer waren zwischen 1804 und 1826 Karl Röckenzaun und ab 1826 der Staat, der in der Palmburg zuerst eine Findel- und Irrenanstalt, später eine Gebärklinik, einrichten ließ. 1912 zogen diese Institutionen aus und siedelten sich vor allem im LKH Graz an. Seit dieser Zeit befindet sich das Amtsgebäude des Bezirksgerichts für Strafsachen in den Räumlichkeiten.

## Architektur und Gestaltung
Die Schauseite der Palmburg ist der „Paulustorgasse“ zugewandt und besitzt turmartige Eckrisalite. Ansonsten ist die Fassade des rechteckigen Baus, der einen Innenhof hat, relativ schmucklos gestaltet. Das breite Rundbogen-Steinportal ist mit Prellsteinen ausgestattet und stammt aus der Erbauungszeit. Nach dem Abbruch des Westtraktes 1972 wurde an dieser Stelle ein Neubau errichtet. Aus der Bauzeit sind die Stichkappen- und Kreuzgratgewölbe des Erdgeschoßes (um 1580) und eine Stuckdecke im Nordtrakt erhalten geblieben.
Das in der Mitte des 18. Jahrhunderts errichtete Treppenhaus wurde von Josef Hueber entworfen. Ein Rest ist im zweiten Obergeschoß zu sehen. Im kleinen Garten steht eine verwitterte Sandsteinplastik eines Bären, der ein Attribut des heiligen Korbinian ist. Diese Statue verweist auf den ehemaligen Besitzer und Bauherren, Corbinian von Saurau. Erwähnenswert ist die prominente Auffahrtsrampe zur Palmburg, die aus unverputzten Bruchsteinen besteht.